# Katedra w Paderborn
Katedra w Paderborn (niem. Paderborner Dom) pw. NMP i Świętych Liboriusza i Kiliana – najstarsza i najważniejsza świątynia miasta, pełniąca funkcję katedry od roku 799, a od 1929 r. na mocy bulli papieża Piusa XI świątynia jest siedzibą arcybiskupstwa Paderborn. Świątynia jest cennym przykładem architektury późnoromańskiej i wczesnogotyckiej.

## Patrocinium
Patronem katedry, diecezji i miasta jest Święty Liboriusz z Le Mans. Jego relikwie zostały sprowadzone z Francji do Paderborn podczas panowania cesarza Ludwika Pobożnego w 836. Relikwie świętego spoczywają w krypcie, która uchodzi za jedną z największych w Niemczech (długość 32 m). Stąd też, Paderborn stał się jednym z ważniejszych ośrodków pielgrzymkowych. Pamiątką tej tradycji są Liboria – wielki odpust który ma miejsce w ostatni tydzień lipca.
Wcześniejszymi patronami są Maria oraz Święty Kilian – irlandzki kaznodzieja, który prowadził chrystianizację kraju Franków (Frankonia) i tam zginął śmiercią męczeńską, na rozkaz pogańskiej arcyksiężnej Gejlany, która chciała wcześniej poślubić świętego. Jego relikwie spoczywają w katedrze w Würzburgu.

## Historia

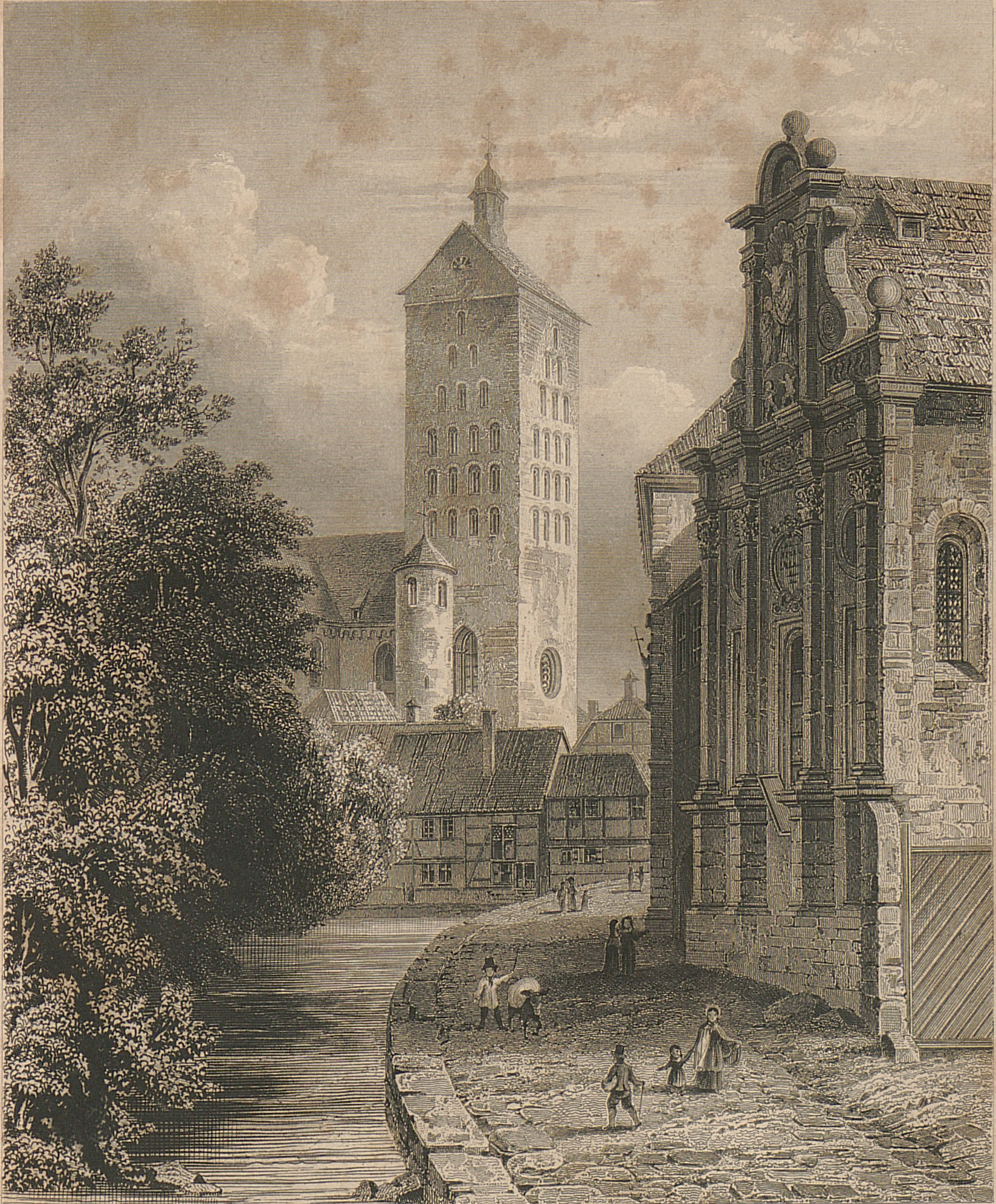
Wieża katedry, 1. połowa XIX wieku.

Początki katedry w Paderborn sięgają czasów karolińskich. W roku 799 w Paderborn miało miejsce
spotkanie Karola Wielkiego z papieżem Leonem III w wyniku czego założono biskupstwo także w Paderborn uzgodniono kwestie dotyczące koronacji Karola na cesarza. Pierwszym biskupem został Hathumar który swój urząd sprawował w latach 806–815. Wówczas powstał u źródeł rzeki Pader niewielki kościół pw. NMP i św. Kiliana. Za pontyfikatu następcy Hathumara Badurada (815–862) w 836 miało miejsce sprowadzenie relikwii św. Liboriusza.

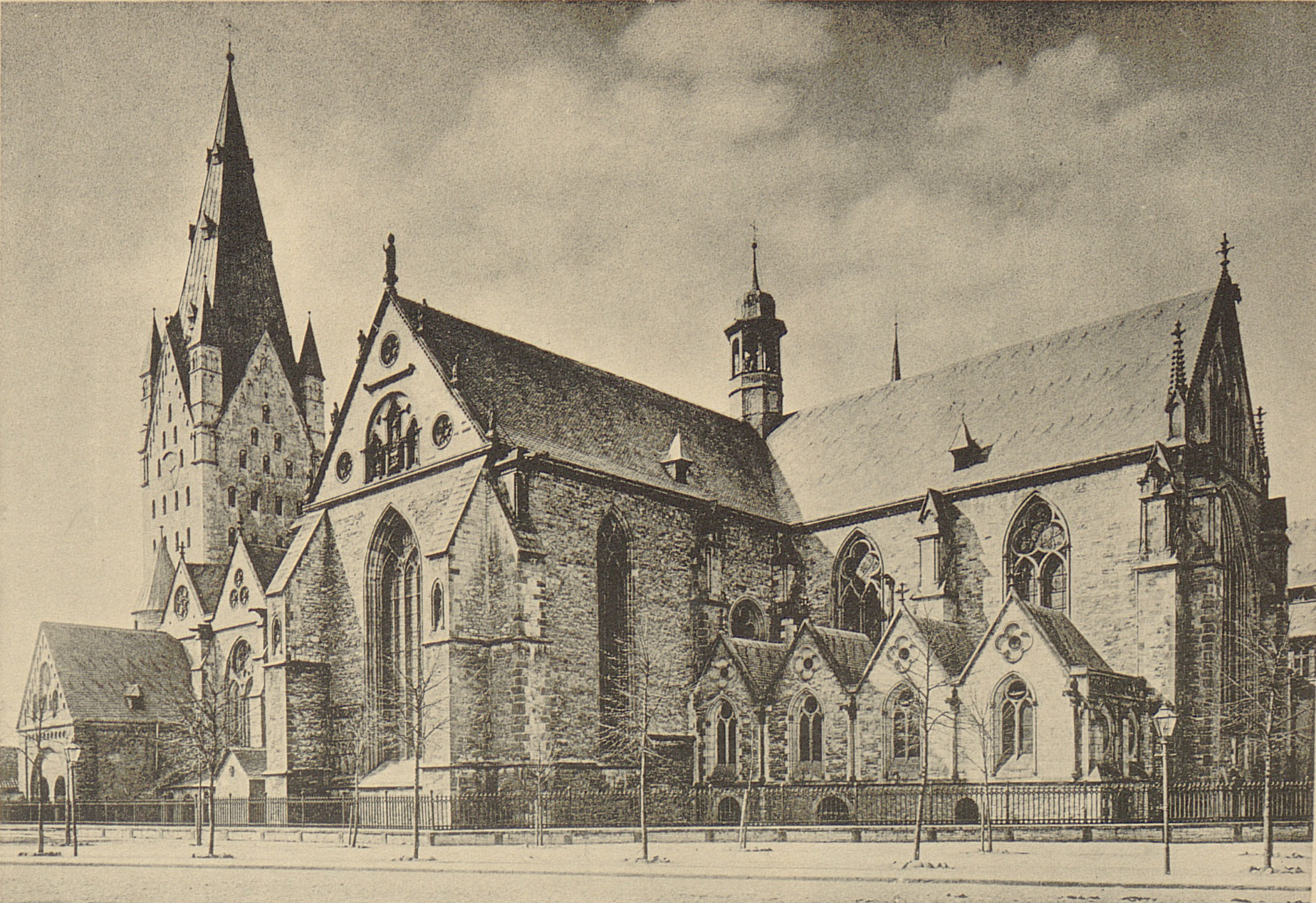
Katedra w 1891 - widok od południowego wschodu

Za pontyfikatu biskupów Meinwerka (1009–1036) i Imada (1051–1076) miała miejsce gruntowna rozbudowa katedry, która miała bazylikowy korpus nawowy, dwa transepty oraz wieżę zachodnią. Pod prezbiterium powstała krypta. Kształt obecnej świątyni jest wynikiem XIII-wiecznej rozbudowy. W wyniku rozbudowy powstał obecny wczesnogotycki halowy korpus nawowy, którego nawy boczne są na zewnątrz pokryte dachami poprzecznymi. Z budowli wzniesionej przez Meinwerka zachowano ogólny zarys budowli, zachodni transept oraz masyw zachodni, którego dominantą jest kwadratowa w rzucie wieża wzniesiona w obecnej postaci w XII stuleciu. Od XIV w. do roku 1803 katedra była siedzibą księstwa biskupiego. Podczas reformacji Paderborn był silnym ośrodkiem katolicyzmu.
Podczas wojny trzydziestoletniej (1618–1648) katedra została znacznie zniszczona. Wnętrze zostało splądrowane przez protestancką armię szwedzką, od roku 1650 rozpoczęto odbudowę świątyni w duchu barokowym. Zachowano romańsko-gotycka zewnętrzną bryłę świątyni, natomiast wnętrze otrzymało nowy wystrój, którego część zachowała się do dziś. W 1895 r. architekt Arnold Güldenpfennig dokonał gruntownej konserwacji świątyni. Usunięto wewnątrz barokową dekorację architektoniczną odsłaniając romańsko-gotyckie formy. Od roku 1920 świątynia posiada godność archikatedry. Pierwszym arcybiskupem został Kaspar Klein (1920–1941). W 1945 pod koniec II wojny światowej katedra była trzykrotnie niszczona: 7 stycznia, 22 i 27 marca. W latach 1947–1949 pod opieką proboszcza katedry Paula Simona i jego następcy Josepha Brockmanna katedrę pieczołowicie odbudowano. Gotycki ołtarz główny przeniesiono do chóru zachodniego. Dnia 22 czerwca 1996 Ojciec Święty Jan Paweł II odwiedził katedrę w Paderborn, ponadto odprawił w niej uroczystą mszę świętą, w której uczestniczyli także przedstawiciele Kościołów innych wyznań.

## Wieża i dzwony
Wysoka na 93 m wieża usytuowana jest na osi świątyni. Dolne partie są pozostałościami świątyni Meinwerka. Obecny kształt uzyskała w XII w. Sprawia wrażenie masywnego kubicznego monolitu, powyżej wieżę dwóch bocznych wież schodowych (okrągłych w rzucie) zwieńczone trójkątnymi szczytami ściany wieży są przeprute licznymi okrągłołukowymi oknami. Całość wieńczy masywny ostrosłupowy hełm. Wieża ta symbolizuje potęgę biskupstwa Paderborn i jego dominację w polityce świeckiej w mieście. Zarówno jak od strony ideowej, jak architektonicznej masyw katedry w Paderborn był wielokrotnie naśladowany (m.in. kościoły we Freckenhorst i Soest)
Sześć staliwnych dzwonów na wieży zostało odlanych w ludwisarni Bochumer Verein w roku 1951. Największy z nich otrzymał nazwę Liboriusz. Ponadto w wieżyczce na sygnaturce wiszą dwa kolejne dzwony o dźwięku: e2 oraz a2

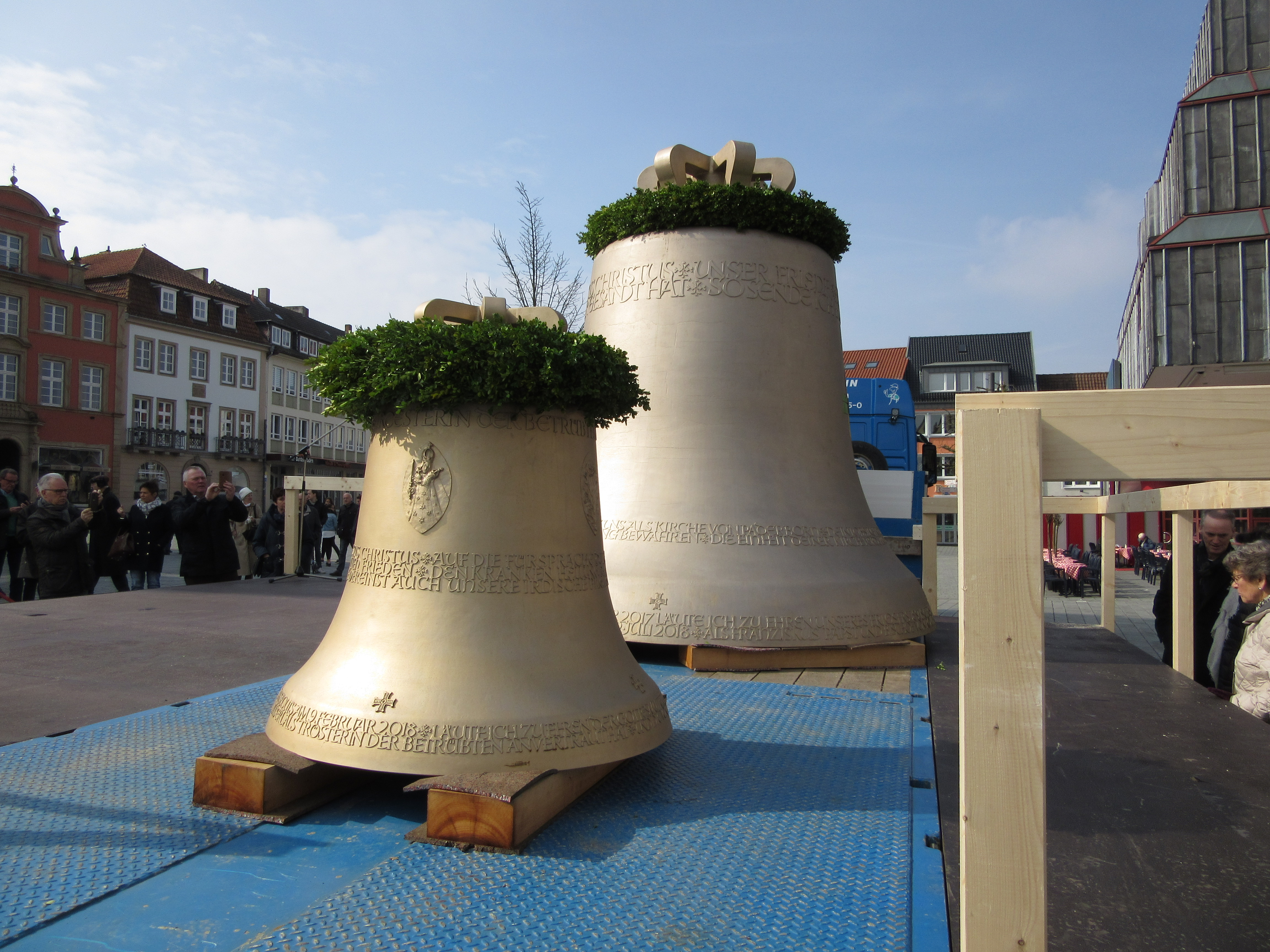
Nowe dzwony w dniu poświęcenia (2 kwietnia 2018)

W późniejszym czasie zestaw został poszerzony o dwa nowe dzwony z brązu. Plany dokupienia nowych dzwonów istniały od 1927. W 1951 nowo wzniesiona stalowa dzwonnica została już zaprojektowana konstrukcyjnie tak, aby pomieścić dwa kolejne dzwony, w szczególności jeden duży. Z dokumentów wynika, że pomimo uszkodzeń muru spowodowanych wysoką temperaturą w wyniku pożaru podczas II wojny światowej, wieża posiada wystarczająco miejsca aby pomieścić dwa dodatkowe dzwony.
Zamówienie na odlew otrzymała odlewnia dzwonów Eijsbouts z Asten w Holandii. Z racji, że odlewnia ta nie posiada aż tak dużego pieca, który byłby w stanie przetopić 16 ton brązu, gotową formę wielkiego dzwonu przewieziono do odlewni w Zaltbommel, która produkuje m.in. śruby napędowe do statków. Odlew odbył się tam 24 listopada 2017. Drugi, mniejszy dzwon, Marienglocke, odlano 9 lutego 2018. Dwa nowe dzwony katedralne zaprojektował artysta Brody Neuenschwander na podstawie koncepcji projektowej dzwonów katedralnych z 1951 roku. W szczególności napisy na nowym dużym dzwonie podejmują temat pokoju z 1951.
Nowe dzwony zostały poświęcone 2 kwietnia 2018, a 29 maja 2018 zainstalowano je na wieży. Po raz pierwszy odezwały się 21 lipca 2018, dzień przed rocznicą konsekracji. Dzięki odlaniu dużego dzwonu katedra w Paderborn posiada obecnie jeden z największych dzwonów kościelnych w Niemczech.
|    | Imię                            | Waga (kg) | Ton      | Średnica (cm) | Rok odlania | Odlewnia                         |
| -- | ------------------------------- | --------- | -------- | ------------- | ----------- | -------------------------------- |
| 1  | Christus-Frieden                | 13.520 kg | e°–3     | 267,7 cm      | 2017        | Koninklijke Eijsbouts, Asten     |
| 2  | St. Liborius                    | 4.740 kg  | fis°–3   | 236,1 cm      | 1951        | Bochumer Verein                  |
| 3  | Regina Pacis                    | 2.590 kg  | a°±0     | 198,1 cm      | 1951        | Bochumer Verein                  |
| 4  | St. Johannes                    | 2.320 kg  | h°–0,5   | 178,9 cm      | 1951        | Bochumer Verein                  |
| 5  | St. Kilian und St. Sturmius     | 1.600 kg  | cis′–2   | 159,7 cm      | 1951        | Bochumer Verein                  |
| 6  | St. Meinolph                    | 959 kg    | e′–1     | 135 cm        | 1951        | Bochumer Verein                  |
| 7  | St. Heinrich                    | 640 kg    | fis′–1,5 | 118,2 cm      | 1951        | Bochumer Verein                  |
| 8  | Maria – Trösterin der Betrübten | 1.008 kg  | gis′±0   | 110,1 cm      | 2018        | Koninklijke Eijsbouts, Asten     |
| I  | St. Maria                       | ~120 kg   | e″+1     | 58,1 cm       | 1984        | Petit & Gebr. Edelbrock, Gescher |
| II | St. Martha                      | ~80 kg    | a″±0     | 48 cm         | 1984        | Petit & Gebr. Edelbrock, Gescher |

## Portale
Świątynia zachowała cenne dzieła sztuki, przede wszystkim rzeźby architektonicznej. Od strony południowej znajduje się główne wejście, które zdobi tzw. Portal Rajski. Datowany na ok. 1240, bogato zdobiony portal jest dwudzielny, o dwóch wejściach, pośrodku usytuowane jest trumeau z pełnoplastyczną figurą Matki Bożej z Dzieciątkiem. Przy ościeżach stoją na filarach figury apostołów, ponadto przy lewym węgarze rzeźba świętego Liboriusza. Na tympanonie płaskorzeźbione wizerunki aniołów adorujące Krzyż Pański. Motywy roślinne i zoomorficzne zdobią archiwolta oraz kapitele z impostami i bazy kolumn, na których stoją wspomniane wizerunki świętych.
Drugi późnoromański portal znany jako Czerwone Wrota (Rote Pforte) ma kształt arkady o łuku w formie trójliścia. Podobnie jak liczne portale usytuowane po północnej stronie świątyni (np. w katedrze w Strasburgu) – przed tym portalem odbywały się rozprawy sądowe.

## Wystrój wnętrza
Wnętrze kościoła nakryte jest sklepieniem krzyżowo-żebrowym wspartym na masywnych filarach wiązkowych. Przeważają tu formy gotyckie. Gotyckie prezbiterium znajduje się ponad starszą kryptą.
Wystrój tworzą liczne dzieła sztuki średniowiecznej m.in. gotycka Pietà (ok. 1380), Późnogotycki ołtarz główny dedykowany św. Małgorzacie, której żywot został zilustrowany na rewersach ołtarza. Po otwarciu ołtarza ukazują się wybrane wątki chrystologiczne. W części głównej – Sąd Ostateczny. Zgodnie z XV-wieczną formułą ikonograficzną – pośrodku Chrystus jako zbawca wykonujący gest odkupienia. Czerwone szaty poświadczają Jego męczeństwo i śmierć. Po bokach adorują go Maria i Jan Ewangelista. Ponadto Chrystusowi towarzyszą apostołowie. Dolną część sceny tworzą liczni ludzie, zbawieni zmierzają w stronę Raju którego brama ma formę stylizowanej bogato zdobionej wieży, potępieni są spychani przez diabły do ognistego piekła. Na lewym skrzydle Pokłon Trzech Króli – wątek został wpisany w rozbudowaną scenerię którą tworzy krajobraz z miastem. W prawym skrzydle cztery kwatery ze scenami, których kolejność biegnie z dołu do góry: u dołu Zstąpienie do otchłani i Zmartwychwstanie powyżej Wniebowstąpienia i Zesłania Ducha Świętego. Wykonany u schyłku XV w. mieści się w chórze zachodnim katedry – w przyziemiu wieży. Autorem dzieła jest niderlandzki malarz Gert van Loon (ok. 1465–1521). Na sklepieniu nawy głównej wisi tzw. podwójna Madonna z Dzieciątkiem otoczona glorią promienistą (ok. 1480). Figura ta została wyrzeźbiona w sposób pełnoplastyczny, przy czym Madonna z Dzieciątkiem z obu stron została ukazana od strony twarzowej. Glorię otacza stylizowany wieniec różańca, powyżej figury ukazane są dwa unoszące się anioły które koronują Marię.
Nowożytność reprezentuje manierystyczna chrzcielnica z 1629 otoczona kamienną przegrodą z pełnoplastycznymi figurami Dwunastu Apostołów, dzieło Gerharda Gröningera i jego syna Dietricha. Obecna misa chrzcielna jest późniejsza – pochodzi z 1652. Przy filarach międzynawowych stoją monumentalne posągi Dwunastu Apostołów wyrzeźbione ok. 1608/1609 przez Heinricha Gröningera na zlecenie proboszcza Arnolda von Horst. Sztukę sepulkralną reprezentuje monumentalny manierystyczny nagrobek biskupa Dietricha IV von Fürstenberg (zm. 1618), dzieło wspomnianych Gröningerów w formie trójkondygnacyjnego retabulum (wys. 17,87 m.). Zdobią go liczne figury, oprócz zmarłego biskupa posągi m.in. Karola Wielkiego, Henryka II Świętego, biskupa Meinwerka. Pośrodku reliefy z przedstawieniami Wizji Ezechiela oraz wskrzeszenia Łazarza. Wczesne rokoko reprezentuje ambona (1736).

## Otoczenie katedry
Zespół katedralny składa się ponadto z romańskiego kościoła Św. Bartłomieja stojącego nieopodal północnego wejścia do katedry, oraz zabudowania monasterium kanonickiego skupione wokół czworobocznego wirydarza. Niemal w całości zachowały się krużganki, których okna zdobią maswerki, niektóre zachowały gotycką formę. Spośród okien wyróżnia się znajdujące się w północnym ramieniu krużganków Okno Trzech Zająców – swoją nazwę zawdzięcza XV-wiecznemu maswerkowi, którego górną część zdobi rozeta z trzema biegnącymi zającami, których uszy są wzajemnie połączone tworzące pośrodku rozety trójkąt (zob. trzy zające). Interpretacja tego motywu nie jest wyjaśniona. Teza o trynitarnym znaczeniu splecionych ze sobą zająców jest wątła. Bardziej prawdopodobne jest to że trzy biegnące zające mogą symbolizować przemijalność czasu. Motyw trzech zajęcy z Paderborn jest rozpoznawalnym symbolem miasta i występuje np. na przedmiotach sztuki użytkowej.

## Galeria

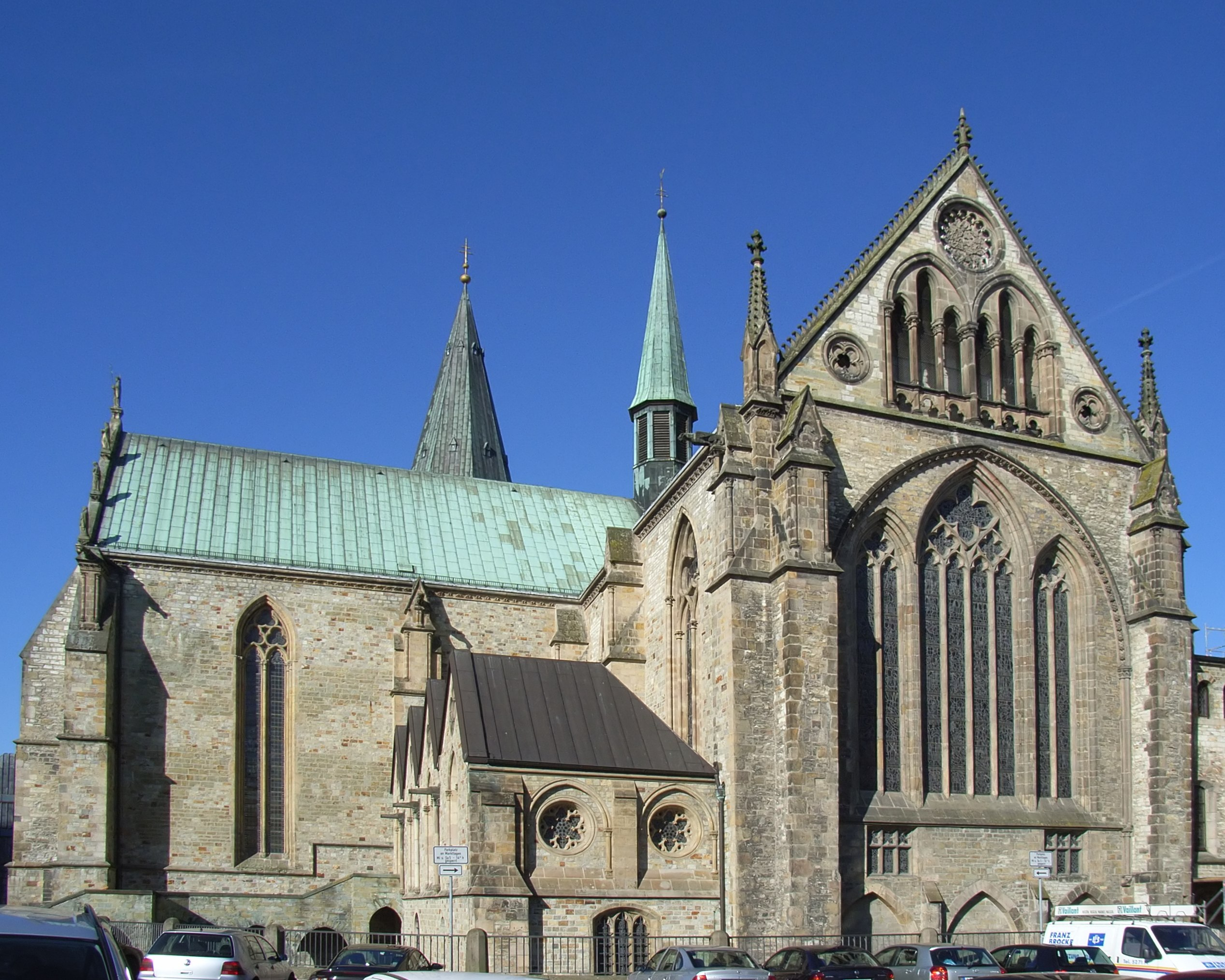
Gotyckie prezbiterium katedry
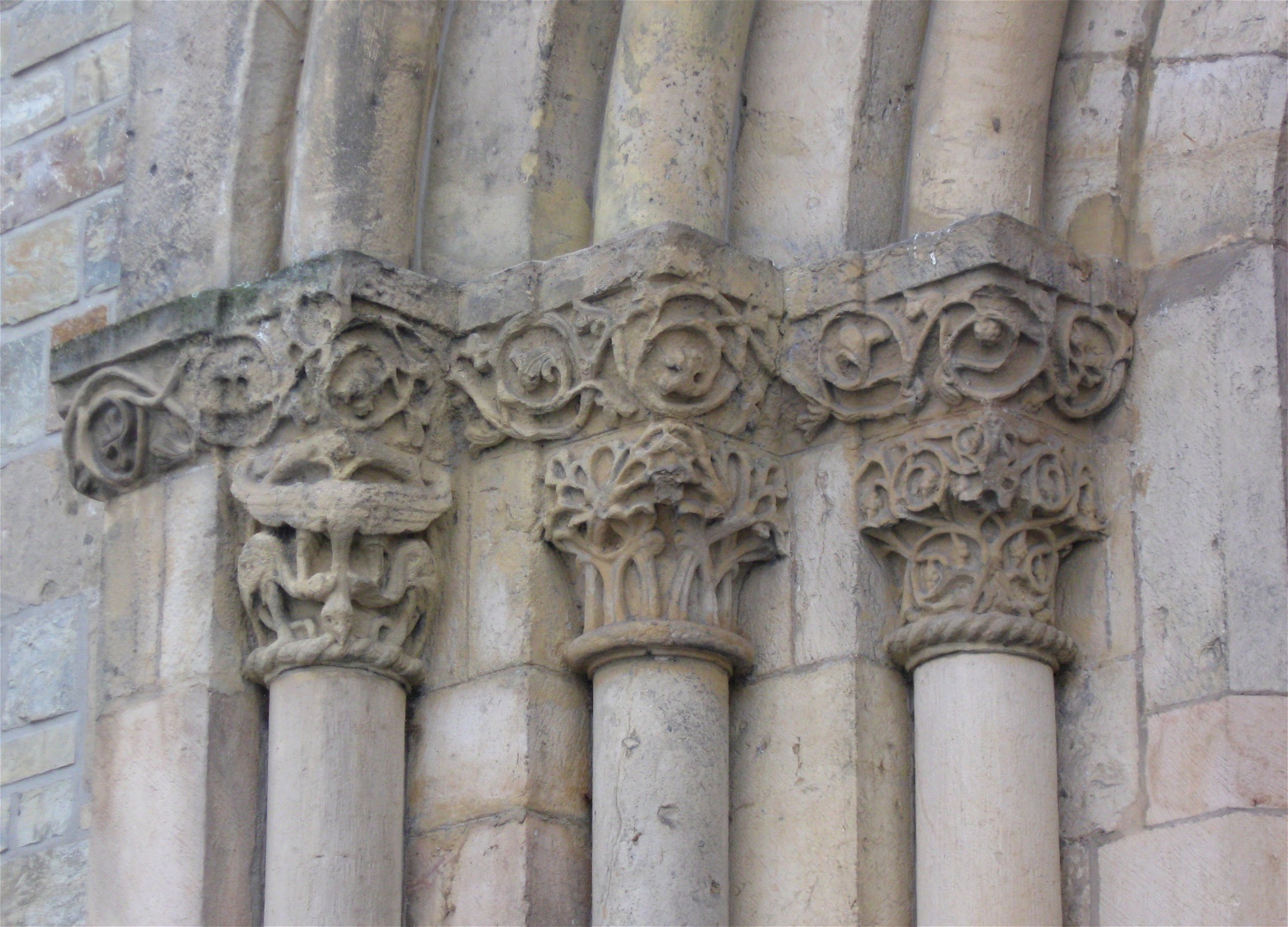
Dekoracja kapiteli kolumn portalu północnego
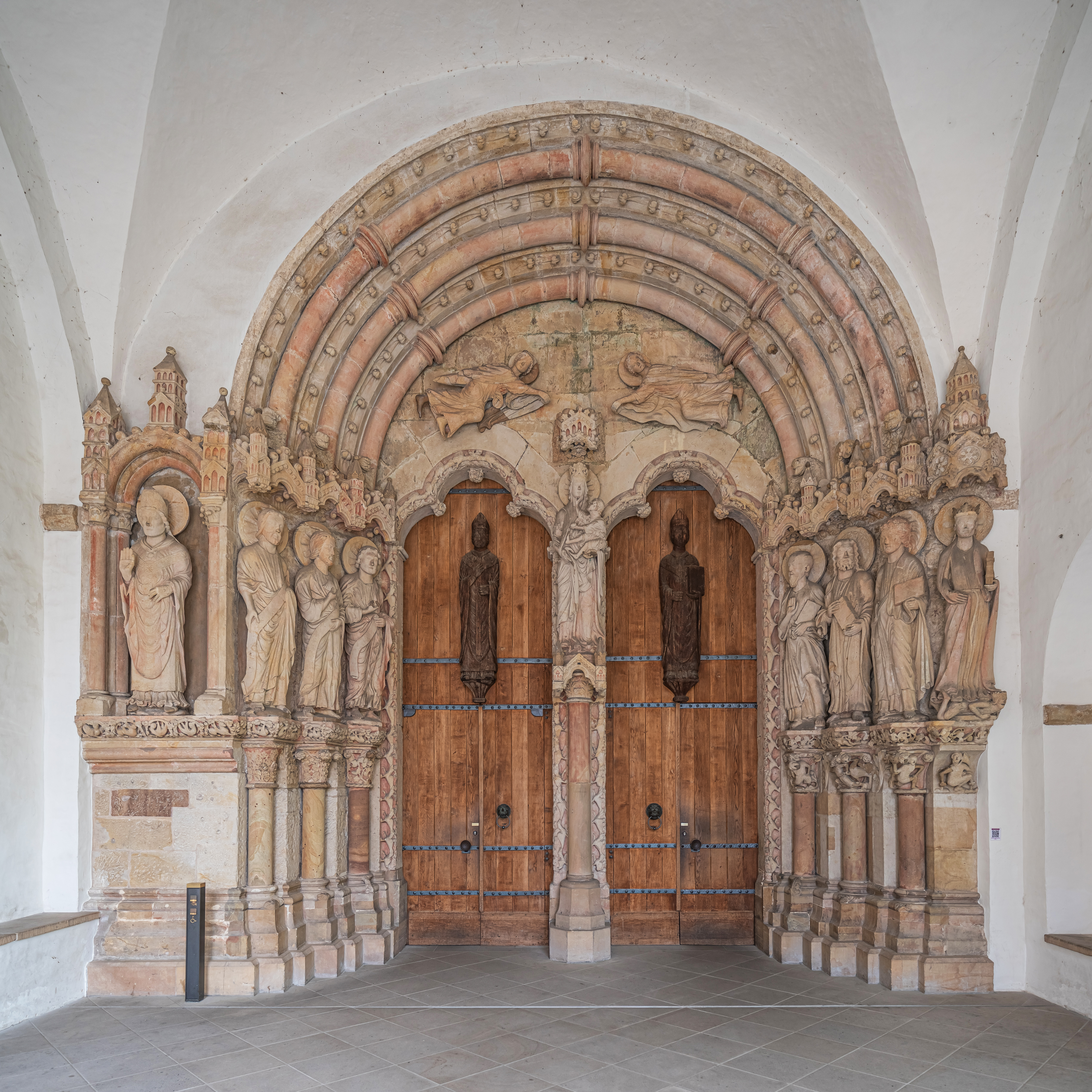
„Rajskie Wrota” – późnoromański portal południowy
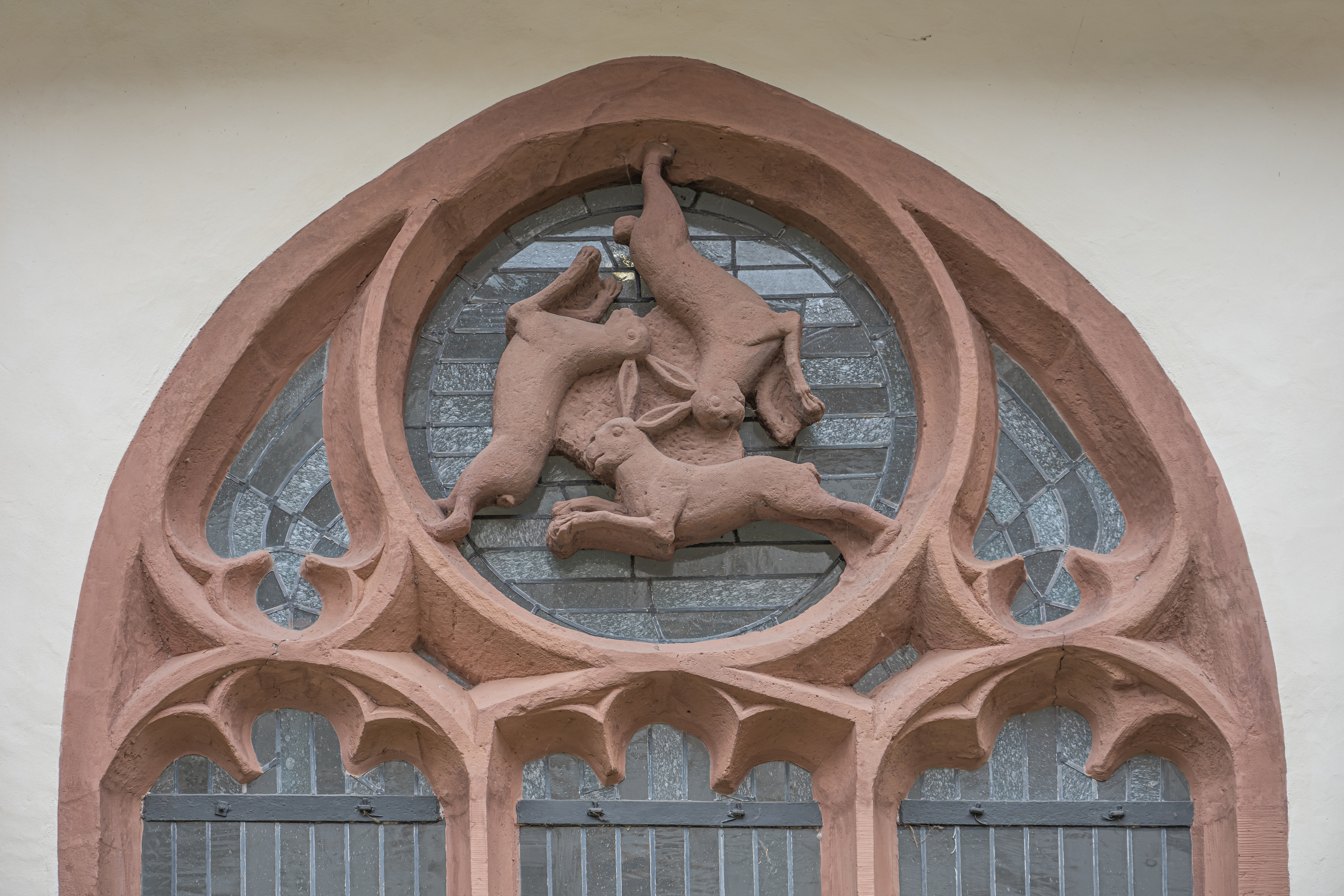
Okno Trzech Zająców
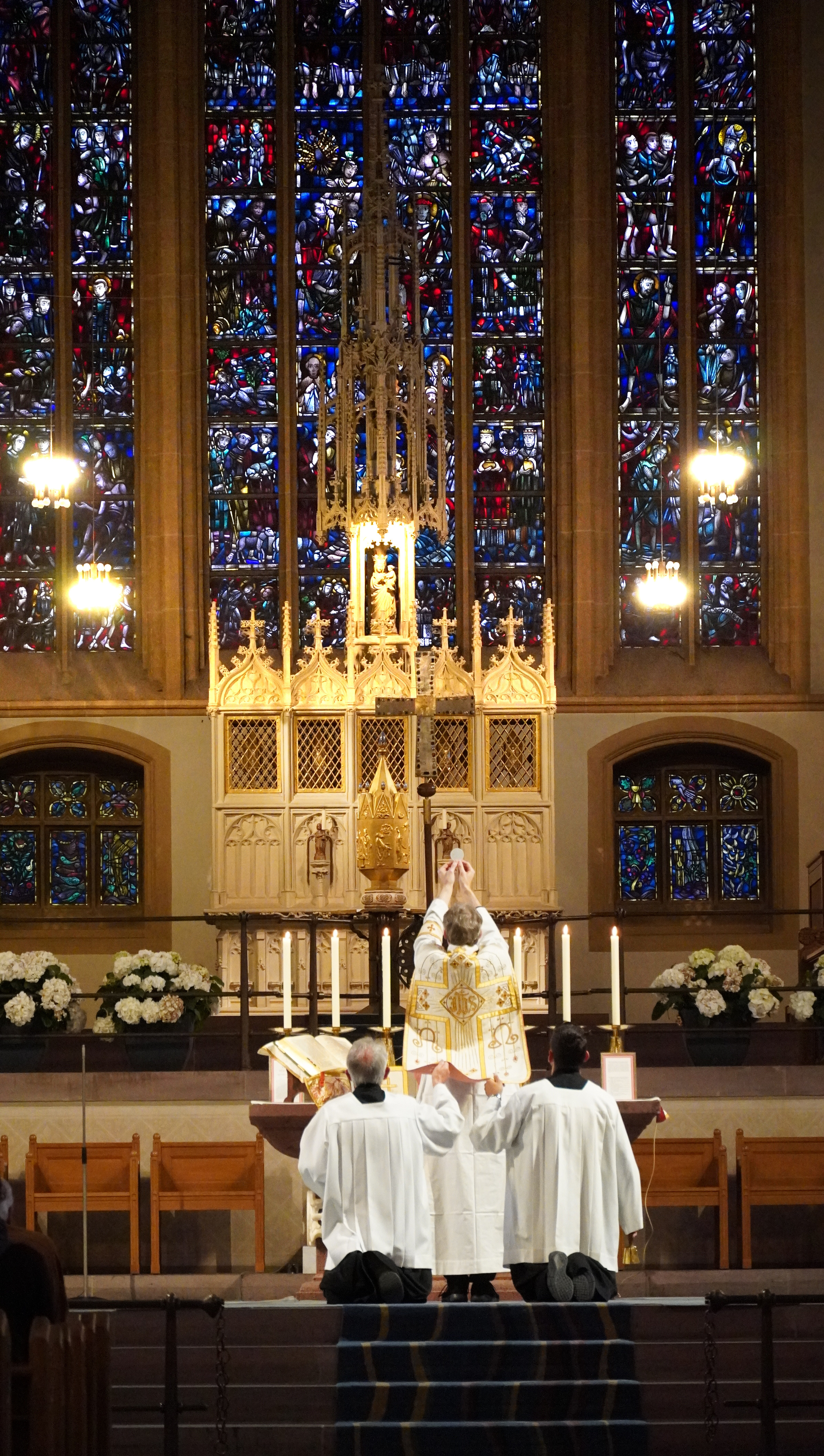
Ołtarz główny katedry w Paderborn
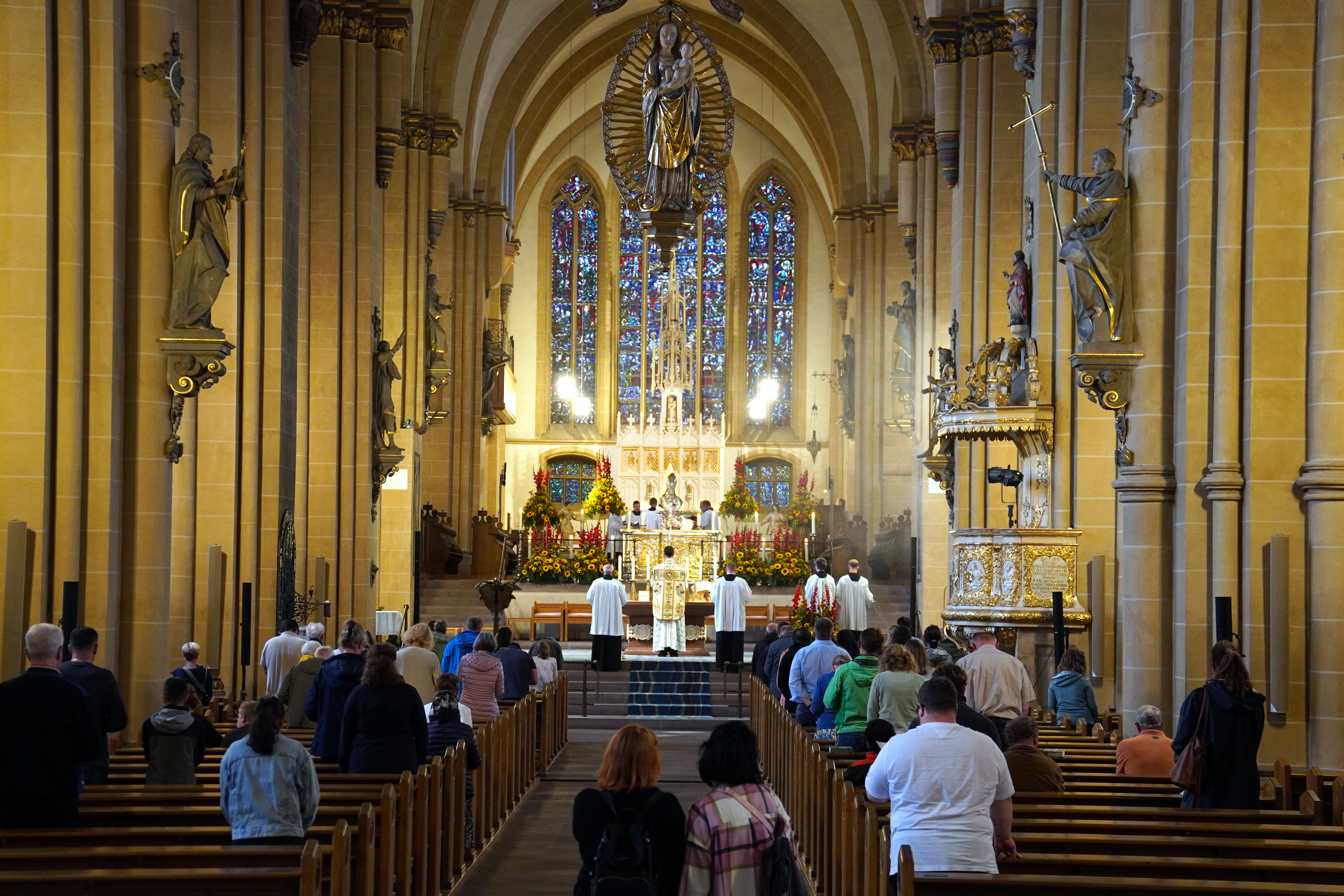
Nawa główna z widokiem na ołtarz główny podczas Mszy św. ku czci patrona katedry, św. Liboriusza
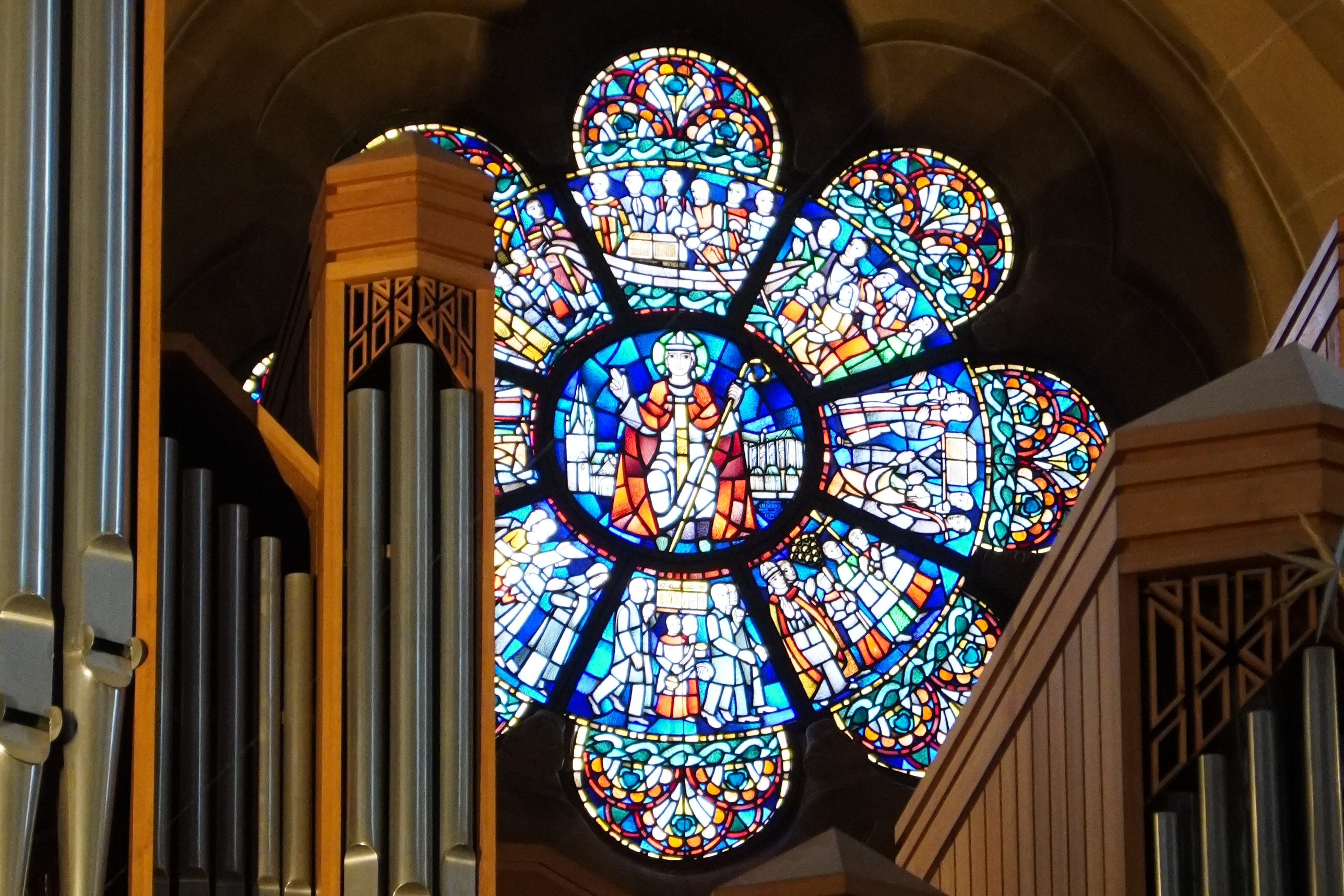
Witraż przedstawiający św. Liboriusza
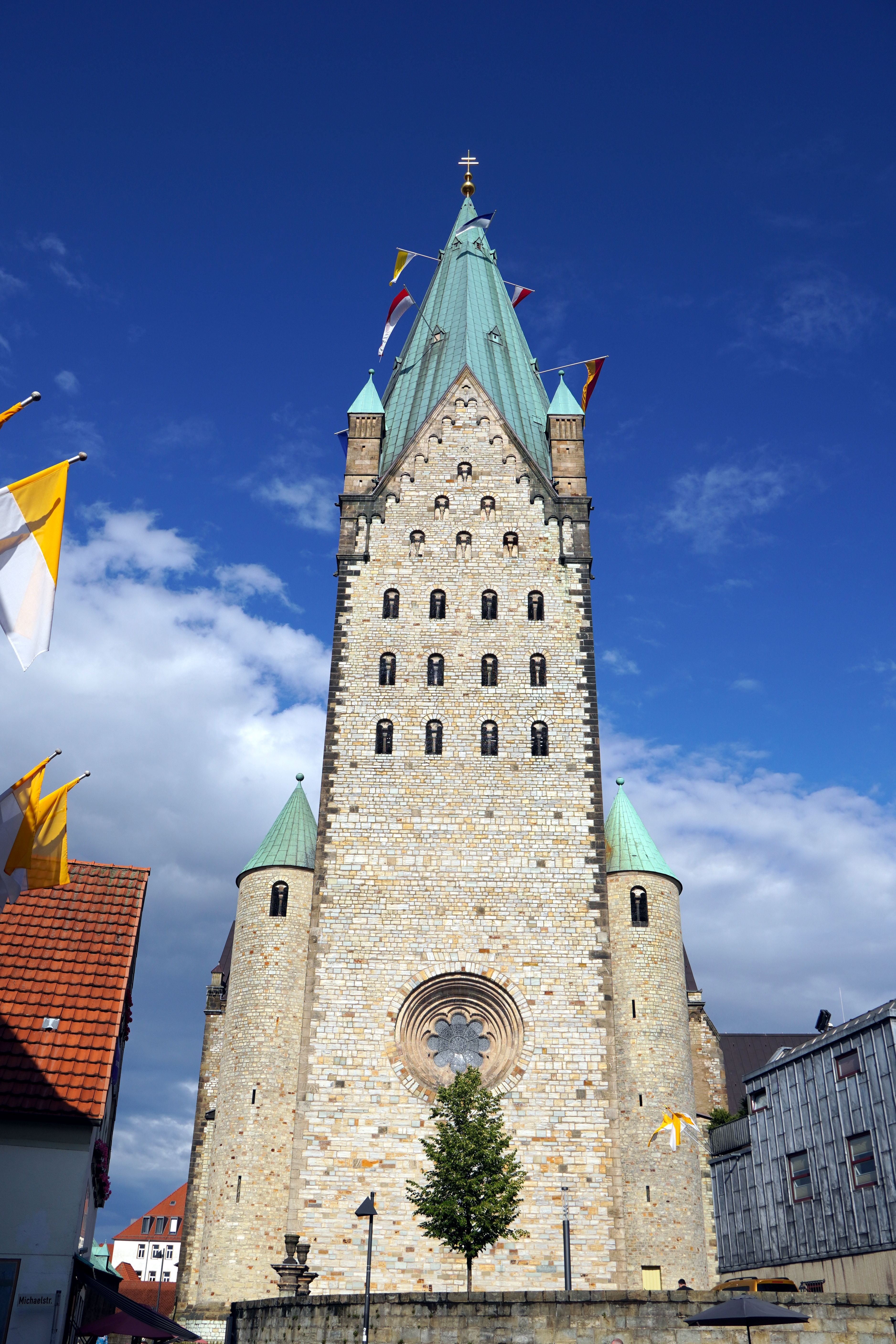
Wieża główna katedry w Paderborn